# 1-й гусарский полк (Австро-Венгрия)
Полк императорских гусар, с 1769 года 2-й кавалерийский полк, полное название 2-й императорский кавалерийский полк, с 1798 года 1-й императорский гусарский полк (нем. Husarenregiment „Kaiser“ Nr. 1) — кавалерийский полк Императорских гусаров Священной Римской Империи, затем Австрийской Империи, затем Австро-Венгрии. Появился как кавалерийское подразделение австрийских Габсбургов. Просуществовал до роспуска Австро-Венгрии в 1918 году.

## История

### Образование
В 1756 году император Франц I создал за счёт собственных средств на своих имениях в Галиции один гусарский полк сначала как на «Новый Галицкий Гусарский императора полк».
После начала Семилетней войны в 1757 году перед выступлением в Богемию императора полк получил его флаг. С тех пор часть именовалась как «Полк императорских гусар»
В 1769 году полк по приказу императора Иосифа II был переименован во 2-й кавалерийский в рамках сквозной нумерации полков. Имя полка неоднократно менялось. 1798 году выделены два эскадрона на вновь формируемый Гусарский полк № 5, одновременно полк переименован в 1-й императорский гусарский полк.
После политических волнений и восстания в Венгрии, в 1849 году полк сформирован «с нуля».

### комплектование
Полк набирался из следующих военных округов:
- С 1781 по 1830 Обуда
- С 1830 по 1853 Секешфехервар
- С 1853 по 1857 Сегед
- С 1857 по 1860 Сегед и Арад
- От 1860 до 1882 Сольнок
- С 1883 по 1889 Сегед и Бекешчаба
- С 1889 по 1914 из области VII корпуса — Тимишоара.

## Описание полка

### Структура
- Подчинение: 11-й армейский корпус, 8-я кавалерийская дивизия, 21-я кавалерийская бригада.
- Национальный состав: 85 % поляков, 15 % прочих национальностей[3].
- Языки: польский.

### Униформа
- 1790 год: жёлтая чапка, травянисто-зелёная куртка, тёмно-красные лацканы, белые плотные брюки, жёлтые пуговицы
- 1798 год: золотая чапка, тёмно-зелёные куртка и панталоны, тёмно-красные лацканы, жёлтые пуговицы
- 1865 год: жёлтая татарка, голубые мундир-уланка и брюки, бордовые лацканы, жёлтые пуговицы
- 1868 год: золотая татарка, голубая уланка, бордовые брюки и лацканы, жёлтые пуговицы
- 1876 год: золотая чапка, голубая уланка, бордовые брюки и лацканы, жёлтые пуговицы

## Гарнизоны
| - С 1756 по 1757 Буда - С 1757 по 1763 Кежмарок - С 1763 по 1766 Svedlér - С 1766 по 1772 Тарнополь - С 1772 по 1774 Гусятин - С 1774 по 1779 Олеско - С 1779 по 1786 Золочев - С 1787 по 1788 Жешув - С 1791 по 1793 Новоселица - В 1797 Мюльдорф-ам-Инн / Бавария - С 1798 по 1799 Унлинген - 1801 Золочев - С 1803 по 1806 Zolkiew | - От 1808 до 1809 Siedlec - С 1810 по 1812 Troppau - С 1814 по 1815 Gródek - С 1816 по 1823 Újpest - В 1823 Вену - От 1824 до 1830 Rohatyn - В 1831 Ярослав и Jaworów - С 1832 по 1842 Reps и Ujpécs - С 1842 по 1848 Esseg - С 1849 по 1852 Prossnitz - С 1852 по 1854 Lancut - В 1854 Brody - 1855 Cremona | - С 1856 по 1857 Padua - С 1858 по 1859 Верона - В 1859 Mirano - В 1860 Pordenone - В 1861 Верона - С 1863 по 1866 замок Радкерс - С 1866 по 1871 Tarnów - С 1871 по 1874 Temesvár - С 1874 по 1891 Ungarisch - В 1891 Kronstadt - В 1892 Вену - В 1903 Nagyszeben - 1908 Вена XIII. Bez. Breitenseerstr. 61 / Kaiser-Franz-Josef-Kavalleriekaserne |

## Покровители
- 1792: фельдмаршал-лейтенант Йоханн фон Месарош
- 1797: генерал кавалерии, граф Максимилиан фон Мерфельд
- 1815: генерал кавалерии, герцог Саксен-Кобург-Готский Эрнст
- 1844: генерал кавалерии, граф Карл Цифаларт
- 1865: генерал кавалерии, граф Карл Грюнне
- 1884—1885: не было
- 1885: фельдмаршал-лейтенант, кронпринц Рудольф
- 1889—1894: не было
- 1894: фельдмаршал-лейтенант, эрцгерцог Отто
- 1906: генерал кавалерии, рыцарь Рудольф фон Брудерманн

## Командиры
| - 1791: полковник, барон Антон фон Шубирц - 1796: полковник Эцехель фон Маттяшовский - 1798: полковник Ахиллес фон Бреа - 1800: полковник Людвиг Валльмоден, граф Гимборн - 1807: полковник, барон Йозеф фон Богдан - 1809: полковник, барон Людвиг фон Вильгенхайм - 1814: полковник, граф Бартоломеус Альберти де Поха - 1819: полковник Вильям Фридрих фон Хаммерштейн, барон Экворд - 1823: полковник, принц Фридрих Антон Гогенцоллерн-Хехинген | - 1831: полковник, барон Корнелиус фон Данкельманн - 1838: полковник Адольф фон Менген - 1845: полковник Карл фон Альмаш - 1849: полковник, граф Герман Ностиц-Ринек - 1851: полковник, барон Вильгельм фон Коллер - 1858—1865: полковник Адольф фон Менген - 1865: полковник Фридрих Циглер фон Клиппхаузен - 1869: полковник Эдуард Фляйсснер, барон фон Востровиц - 1870: полковник Александр Кальноки, граф де Кёрёшпатак - 1874: полковник, барон Карл фон Лашоллайе | - 1878: подполковник, граф Рудольф Грюнне - 1878: подполковник Франц Кунц - 1882: полковник, барон Отто фон Гемминген-Гуттенберг - 1887: подполковник, граф Альберт Ностиц-Ринек - 1892: полковник Карл Длауховески, барон фон Лангендорф - 1898: полковник, граф Оскар Лудольф - 1903—1907: полковник Эмиль Свобода - 1909—1912: полковник, шевалье Ойген Руис де Рохас - 1913—1914: полковник Фридрих Вайсс фон Шлезенбург |